# Gūgelī
Gūgelī (persiska: Gowglī, Kowkelī, گوگلی) är en ort i Iran.   Den ligger i provinsen Nordkhorasan, i den nordöstra delen av landet, 600 km öster om huvudstaden Teheran. Gūgelī ligger 1 749 meter över havet och antalet invånare är 306.
Terrängen runt Gūgelī är kuperad. Runt Gūgelī är det ganska tätbefolkat, med 75 invånare per kvadratkilometer. Närmaste större samhälle är Naz̧ar Moḩammad, 10,1 km norr om Gūgelī. Omgivningarna runt Gūgelī är i huvudsak ett öppet busklandskap.